# Chrístos Katsótis
Chrístos Katsótis (en grec Χρήστος Κατσώτης) est un homme politique grec.

## Biographie
Aux élections législatives grecques de janvier 2015, il est élu député au Parlement grec sur la liste du Parti communiste de Grèce dans la deuxième circonscription d'Athènes.